# Sofia di Grecia
Sofia di Grecia (nome completo in greco moderno: Σοφία Μαργαρίτα Βικτωρία Φρειδερίκη της Ελλάδας, traslitterato: Sofìa Margarìta Viktōrìa Friderìkī tīs Ellàdas; Psichiko, 2 novembre 1938) è stata regina consorte di Spagna dal 1975 al 2014, come moglie di Juan Carlos I.
È la consorte reale spagnola con il regno più lungo.

## Biografia

### Battesimo

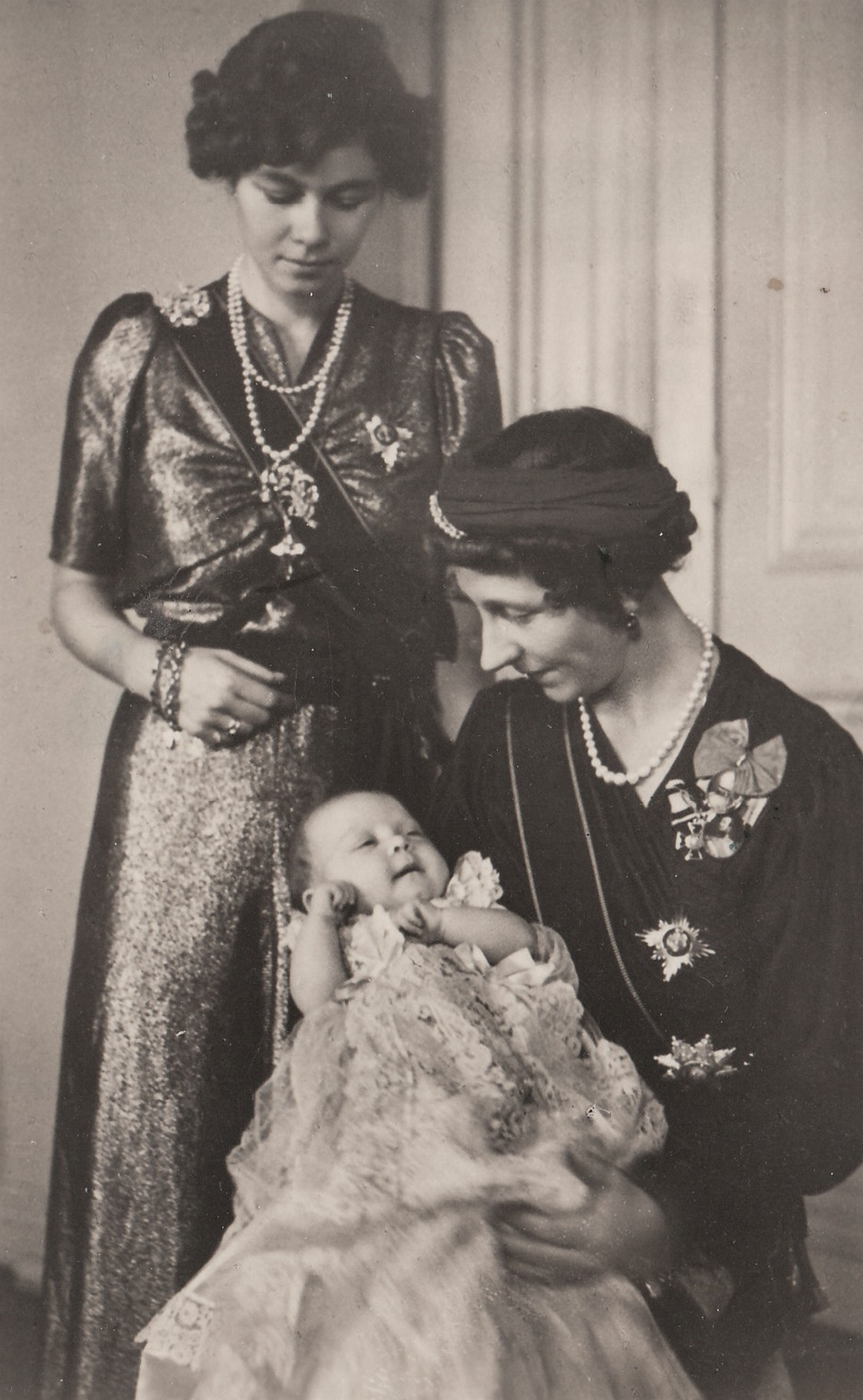
La principessa Sofia tra le braccia della nonna Vittoria Luisa con la madre Federica alle spalle, 1939

Sofia di Grecia e Danimarca nacque nel 1938 a Villa Psichiko, figlia primogenita del principe ereditario Paolo e di Federica di Hannover. Avrebbe dovuto chiamarsi "Olga", ma alla fine le venne dato il nome della nonna paterna, Sofia di Prussia, a sua volta nipote della Regina Vittoria.
Venne battezzata nella fede greco-ortodossa il 9 gennaio 1939, al palazzo reale di Atene. Ebbe come madrine Alessandrina di Meclemburgo-Schwerin, Elena del Montenegro, Elisabetta del Regno Unito, Irene di Grecia e come padrino Giorgio II.

### Infanzia ed educazione
Dall'aprile del 1941, a causa dell'invasione italiana della Grecia, trascorse la sua infanzia in esilio, prima in Egitto e poi in Sudafrica, per tornare in patria nel 1946.

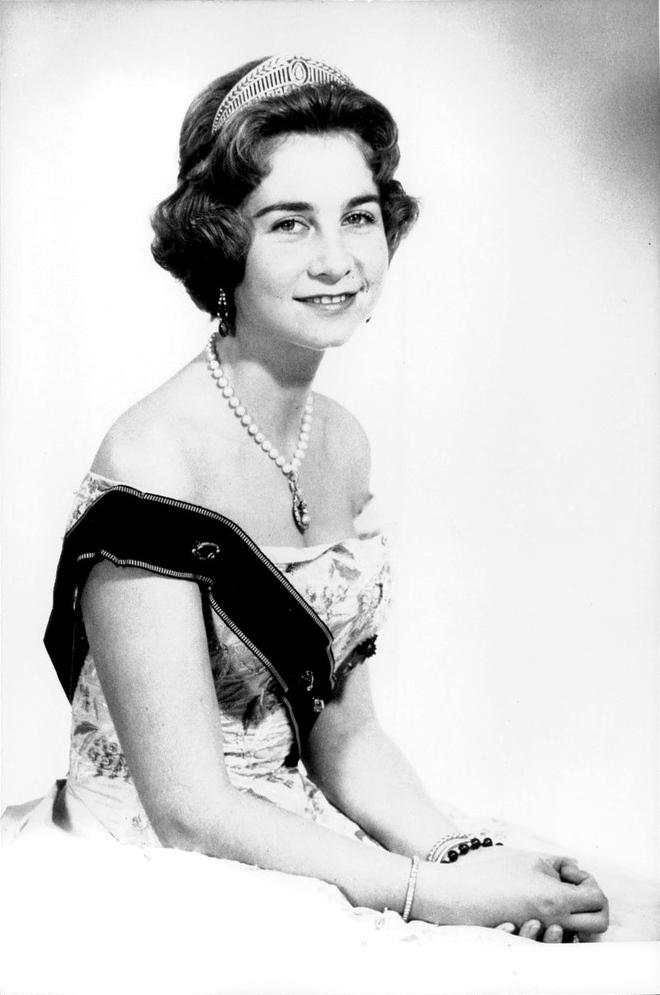
La principessa Sofia nel 1961

Ad Alessandria frequentò l'El Nasr Girls' College e ad Atene ricevette lezioni private per poi entrare in una scuola inglese. Nel 1952 venne mandata alla Schule Schloss Salem allo scopo di espandere le sue conoscenze linguistiche. Lasciò la Germania nel 1955 e a 18 anni fece ritorno ad Atene, per lavorare come infermiera infantile all'Ospedale Mitera per i successivi due anni. Nello stesso periodo studiò belle arti, archeologia e musica e completò la sua formazione in puericultura.
Nel 1960 fu un membro di riserva nella squadra di vela della Grecia alle Olimpiadi di Roma, facendo parte della classe Dragone. Proseguì gli studi al Fitzwilliam College dell'Università di Cambridge e, dopo il matrimonio, studiò discipline umanistiche all'Università autonoma di Madrid dal 1973 al 1977. Parla fluentemente in greco, francese, inglese, spagnolo e tedesco.

### Fidanzamento

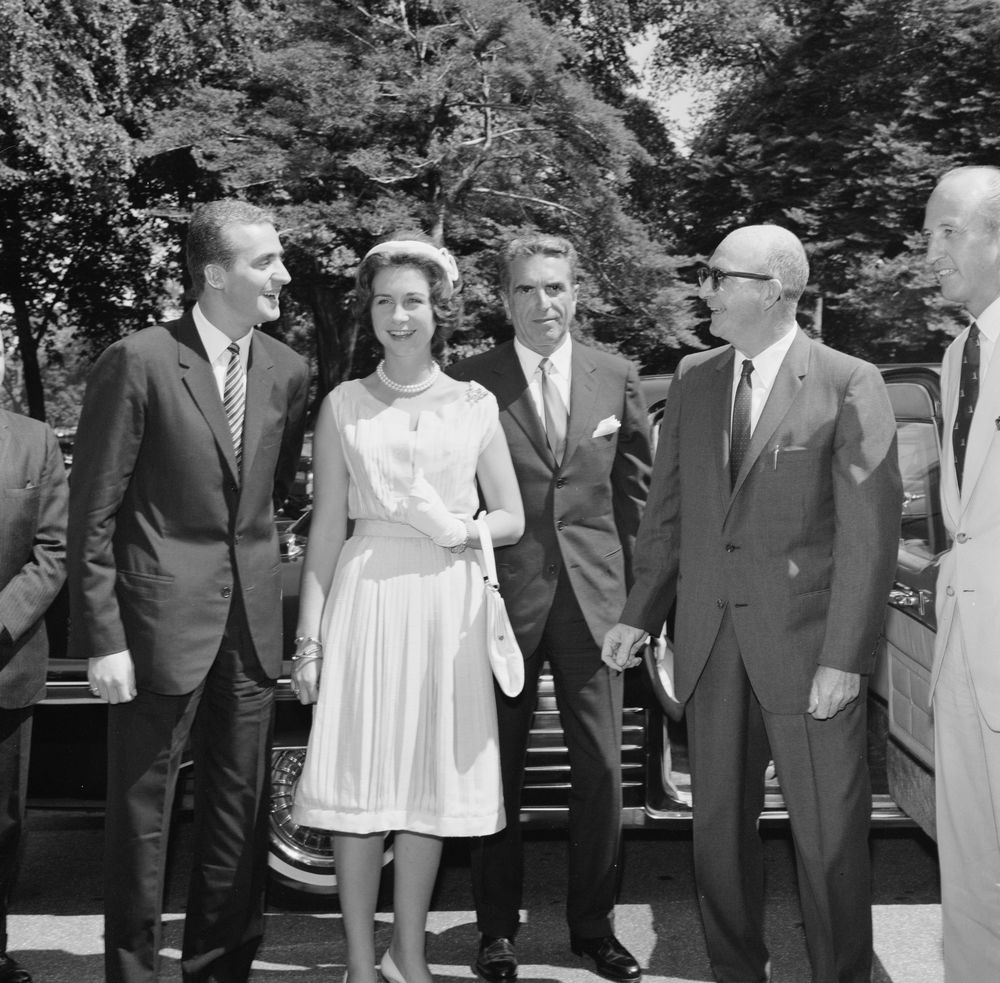
Juan Carlos e Sofia alla West Wing della Casa Bianca, con Antonio Garrigues y Díaz-Cañabate, Dave Powers e Angier Biddle Duke, 1962

Durante l'adolescenza dei figli, la madre di Sofia si impegnò nel cercare per loro dei potenziali coniugi che fossero dello stesso rango, rifiutando l'idea di matrimoni ineguali. Cercò, senza successo, di fidanzare Sofia ad Harald di Norvegia, per poi favorire il suo primo incontro con Juan Carlos di Borbone-Spagna. In ogni caso, Sofia dichiarò che si sarebbe sposata solo per amore.
Sofia e Juan Carlos si conobbero nell'estate del 1954 a bordo del panfilo Agamennon, nella crociera dei re organizzata dalla regina Federica. Si rincontrarono nel 1958, alle nozze tra Antonio di Borbone-Due Sicilie ed Elisabetta di Württemberg, e nell'estate del 1960 ad Altshausen, al matrimonio di Carlo di Württemberg e Diana d'Orléans, e a Roma, sede delle Olimpiadi.
Nel 1961 si rividero alle nozze di Edward di Kent con Katharine Worsley. Il fidanzamento ufficiale fu annunciato il 13 settembre nella villa di Losanna della regina Vittoria Eugenia. La coppia incontrò la stampa svizzera e 21 colpi di cannone furono sparati dal Licabetto per annunciare l'unione ai greci.

### Matrimonio

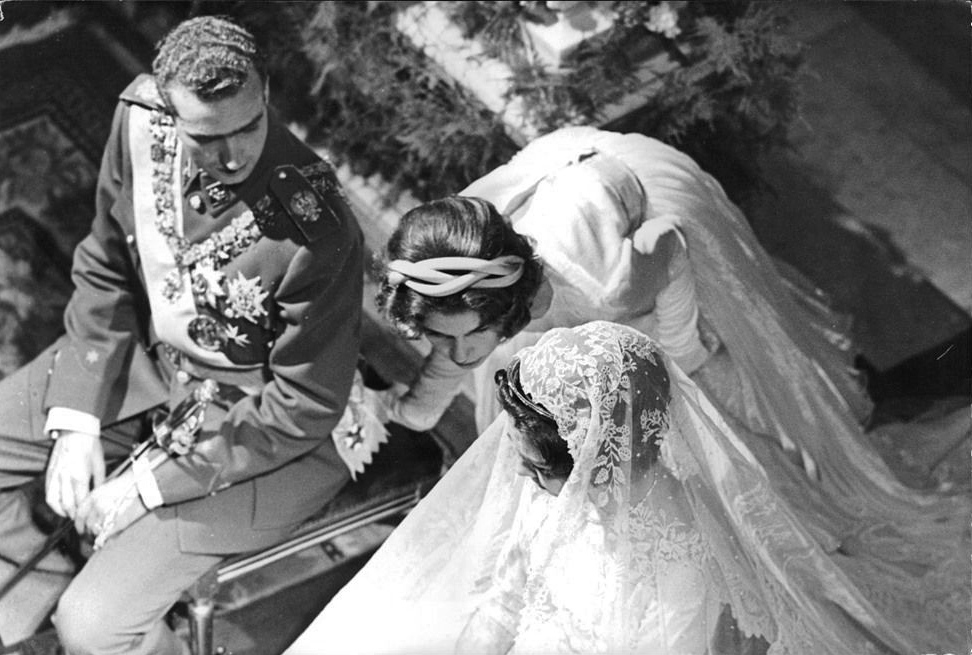
La principessa Irene tra i due sposi durante il rito nuziale cattolico

Il 14 maggio del 1962 si sposarono ad Atene con rito cattolico nella Cattedrale di San Dionigi l'Areopagita, rito civile nel palazzo reale e rito greco-ortodosso presso la Cattedrale metropolitana.
Il matrimonio fu un evento grandioso nell'Atene postbellica, che per l'occasione arrivò a ospitare oltre 150 membri delle famiglie reali d'Europa. Le damigelle della sposa furono Alexandra di Kent, Anna d'Orléans, Anna Maria e Benedetta di Danimarca, la sorella Irene e Irene di Orange-Nassau, la cognata Pilar di Borbone-Spagna e Tatiana Radziwiłł. Sua madre le fece avere una dote molto ricca, minando il rapporto tra la casa reale e il Parlamento.
Con il matrimonio, Sofia abbracciò la religione del marito, rinunciando a far parte della successione al trono greco e cambiando la grafia del suo nome dal greco "Sophia" allo spagnolo "Sofía". Nello stesso anno divenne la prima donna a ricevere la Gran Croce dell'Ordine di Carlo III e nel marzo 1963 si stabilì con il marito al palazzo della Zarzuela.
Provò a riprendere il lavoro di infermiera, ma la cosa fu malvista e non le venne permesso. Nel 1971 acquisì la presidenza onoraria del Comitato Spagnolo dell'UNICEF.

### Regina di Spagna

#### Anni settanta

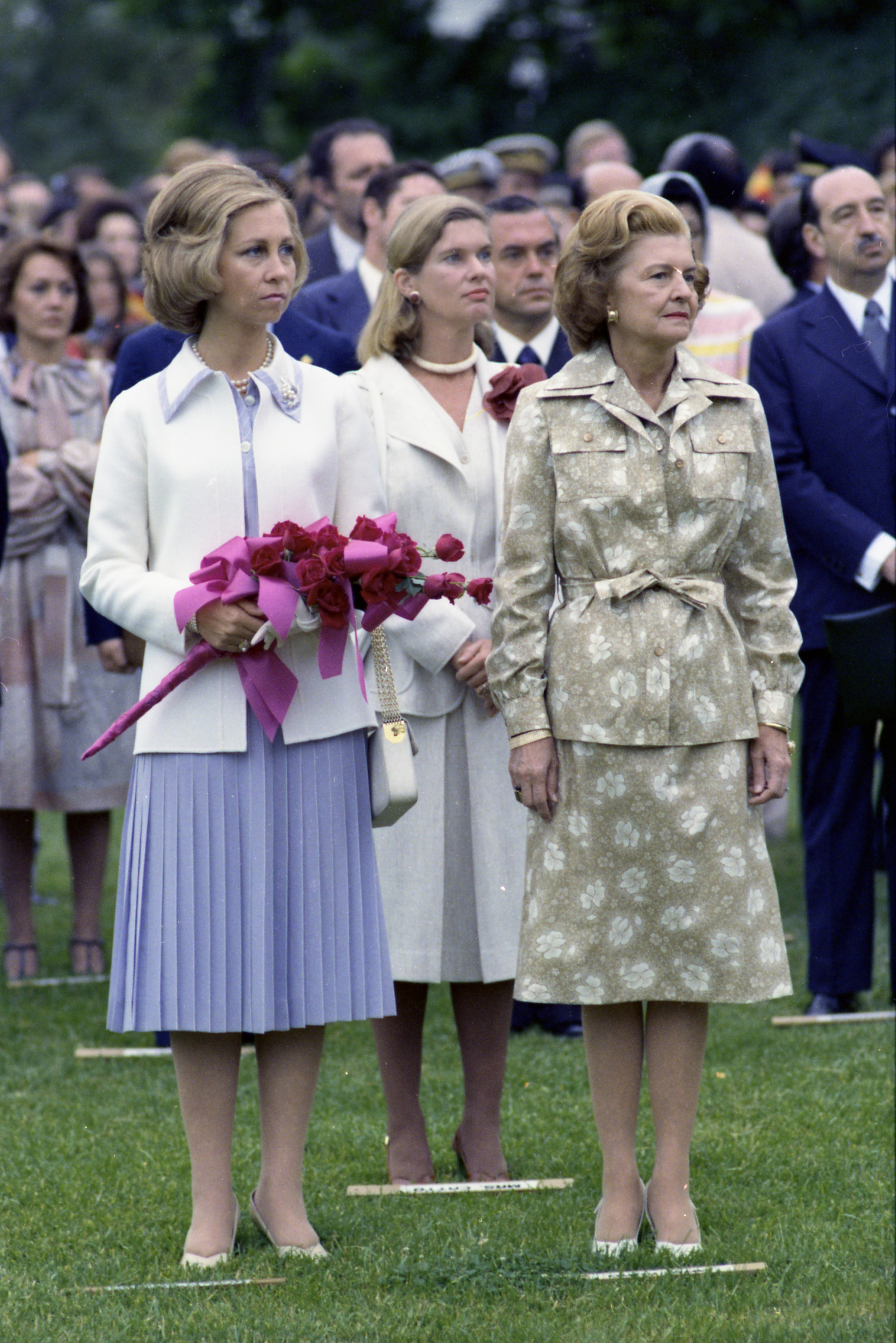
La regina con Betty Ford nel 1976

Nel 1975 salì al trono spagnolo al fianco del marito, acquisendo da allora popolarità per il ruolo avuto nella democratizzazione della Spagna, dopo la trentennale dittatura di Francisco Franco.
Nel 1976 fece la sua prima apparizione pubblica senza il re, in compagnia di funzionari e consiglieri del Governo, partecipando a una celebrazione per la vigilia dello Shabbat alla sinagoga di Madrid. Vi prese parte su invito della comunità ebraica della città e fu accolta dal rabbino capo Felipe Halioua. Segnò la prima visita nella storia moderna di un membro della famiglia reale spagnola a un luogo di culto ebraico. L'evento venne anche interpretato come un mezzo per dare alla Spagna un'immagine più liberale.
Nel 1977 istituì con un piccolo capitale la Fundación Reina Sofía, della quale è presidentessa esecutiva operando per scopi umanitari in diversi ambiti.

#### Anni ottanta e novanta

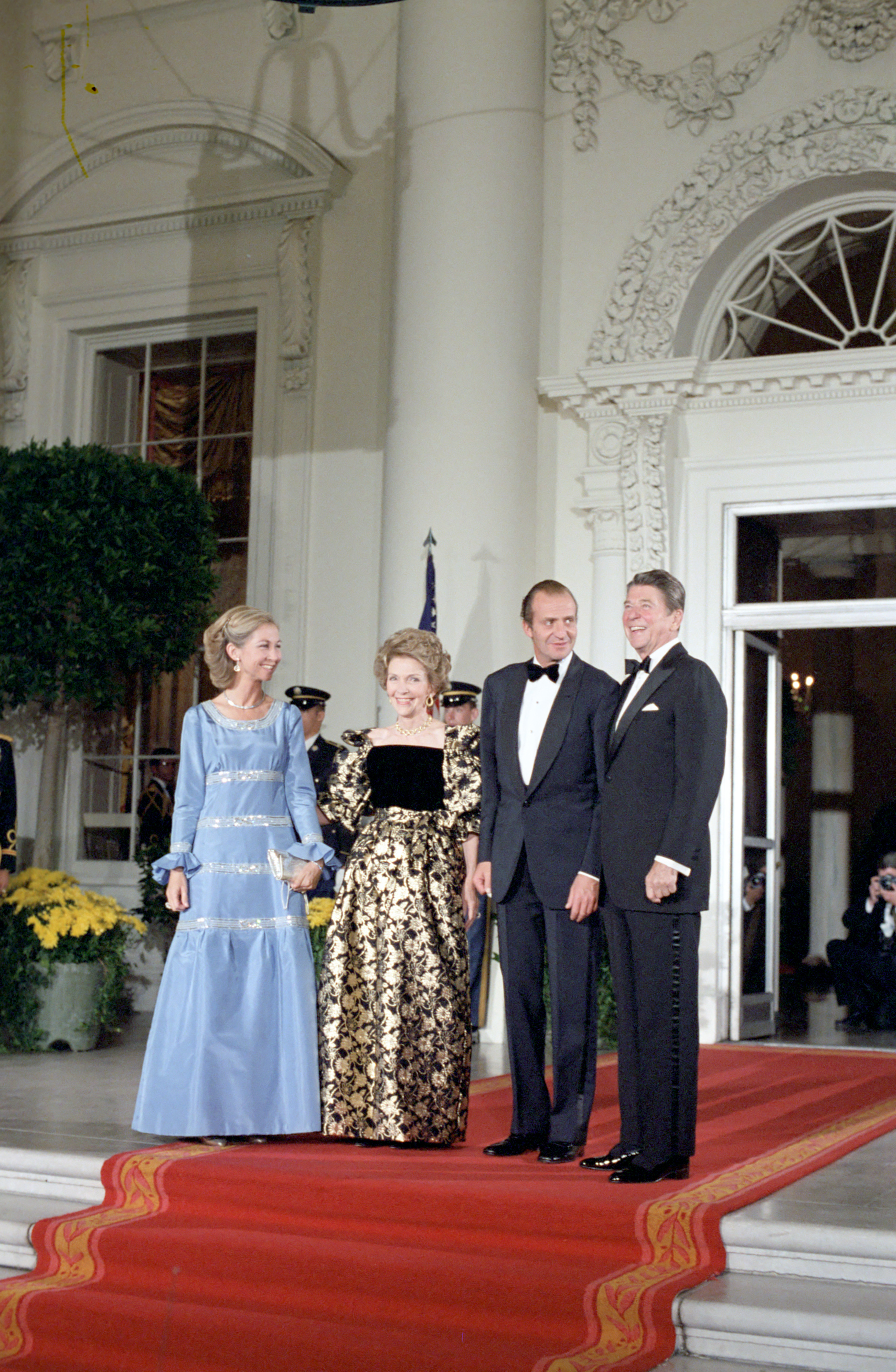
Il presidente Ronald Reagan e la moglie Nancy salutano il re Juan Carlos I e la regina Sofia di Spagna sul portico della Casa Bianca nel 1981

Nel 1987 divenne presidentessa onoraria dell'allora Fundación de Ayuda contra la Drogadicción (istituita nell'anno precedente per prevenire il consumo di droga), incarico che ha mantenuto fino al 2015, venendo succeduta dalla nuora Letizia. Nel 1999, durante una visita di Stato in Spagna della coppia presidenziale francese, mostrò il lavoro della fondazione la première dame Bernadette Chirac.

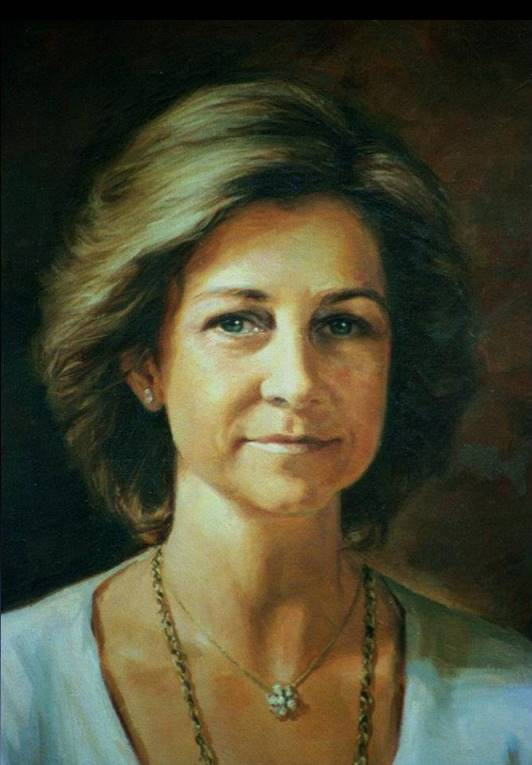
La regina Sofia in un ritratto del pittore Antonio Montiel, 1997

Nel 1993, a un pranzo organizzato da Fabiola del Belgio al Palazzo Reale di Bruxelles, incontrò l'economista Muhammad Yunus, recatosi nel paese in occasione di una premiazione. La regina mostrò un vivo interesse per i progetti di Yunus, per poi invitarlo al palazzo della Zarzuela a Madrid. Nel novembre 1996 si recò con lui in Bangladesh, visitando i villaggi del paese e le case di donne in condizioni di povertà in un soggiorno durato quattro giorni. Da allora è impegnata nel promuovere il microcredito, partecipando dal 1997 alle edizioni del Microcredit Summit, tra cui quella del 2011 che ha avuto sede a Valladolid.
Nel 1996 inaugurò un nuovo strumento di lavoro nella fondazione a lei intitolata, cioè i viaggi all'estero per implementare la cooperazione internazionale. Da allora si è recata in oltre 30 paesi per entrare in contatto con progetti sul microcredito, di ricerca biomedica e con scuole primarie.

#### Anni duemila

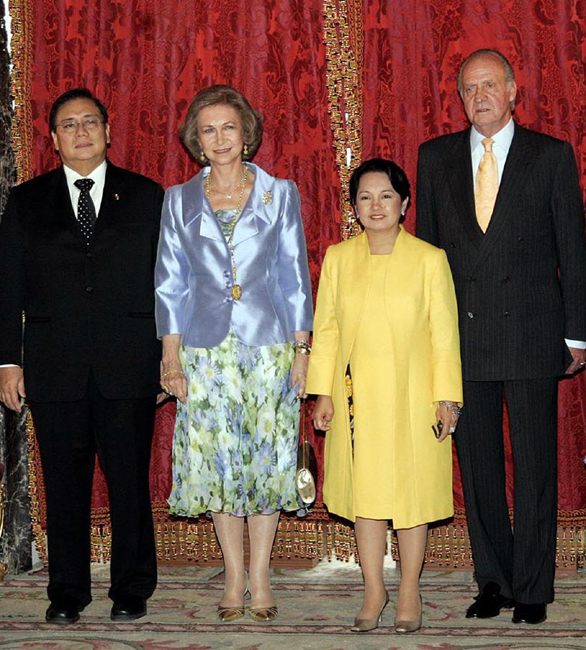
Jose Miguel Arroyo, la regina, Gloria Macapagal e Juan Carlos I nel 2006

Nell'ambito delle malattie neurodegenerative è stata impegnata dagli anni 2000 con la sua fondazione, presentando nel dicembre 2002 il Progetto Alzheimer per poi inaugurare nel marzo 2007 il Centro Alzheimer de la Fundación Reina Sofía.
Nel 2003 il Consiglio di Amministrazione dello Spanish Institute di New York le propose di intitolarle l'istituto, in riconoscimento alle sue attività. La regina accettò e da allora ne è patrona, con il compito di promuovere la cultura spagnola e l'unità delle Americhe. Dal 2008 fino al 2011 prese parte agli incontri del Gruppo Bilderberg. In quest'ultimo anno sostenne pubblicamente Muhammad Yunus, licenziato a opera del Governo bengalese dalla Grameen Bank da lui fondata, e presiedette nel mese di settembre il Vertice Mondiale sui progressi nella ricerca sull'Alzheimer nel Palacio de Congresos di Madrid.

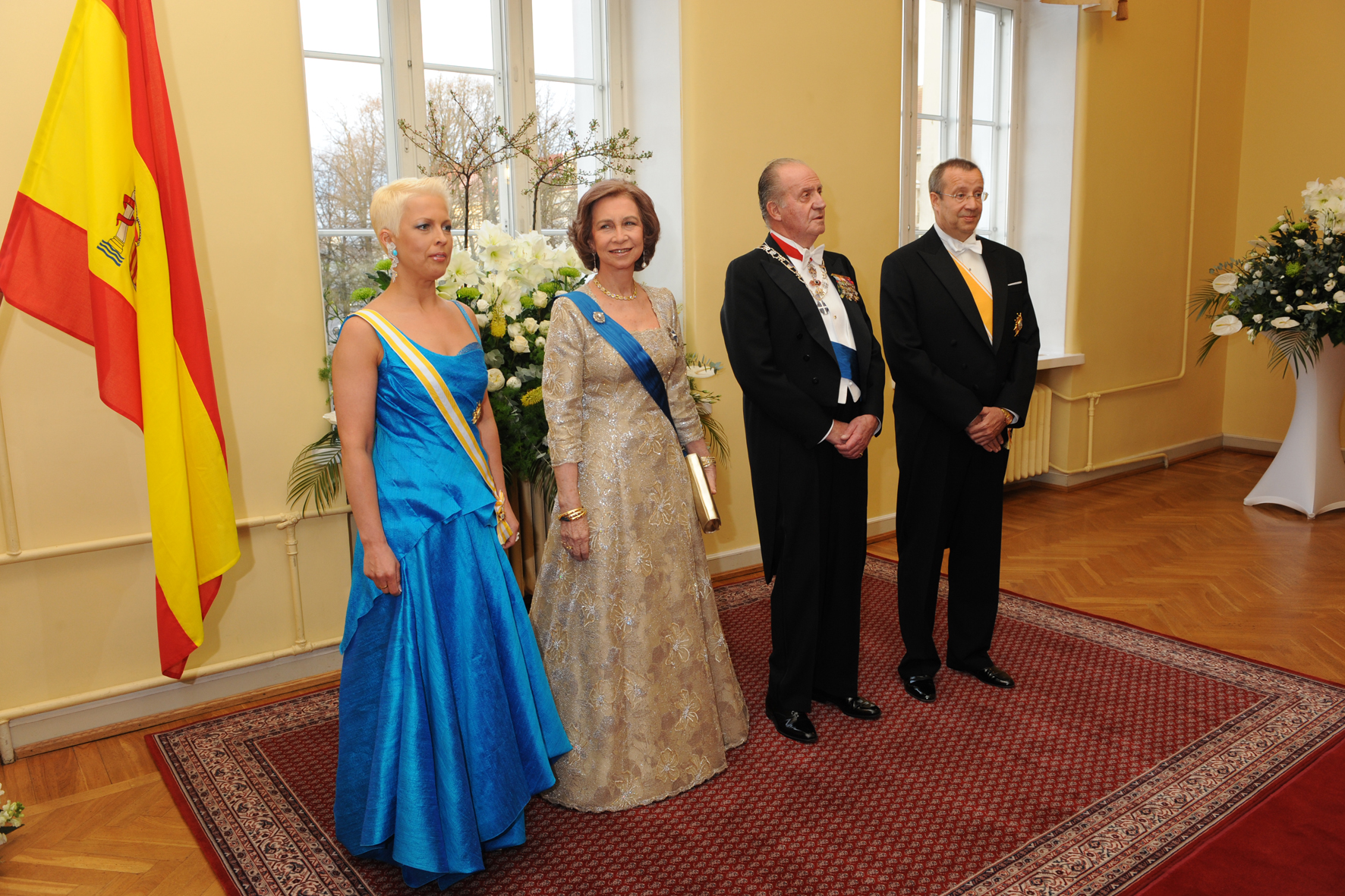
La regina Sofia durante una cena formale in onore del re Juan Carlos I nel 2009

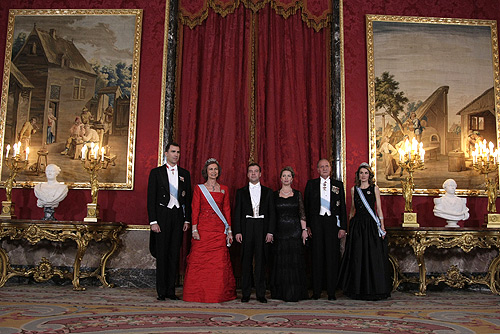
La regina, il re e i principi delle Asturie durante un ricevimento in onore del presidente russo Medvedev e la moglie Svetlana

Nel luglio 2012 intraprese il suo terzo viaggio cooperativo nelle Filippine, dopo quelli del 2002 e del 2003, al fine di visitare i progetti finanziati in parte dall'Agenzia Spagnola di Cooperazione Internazionale per lo Sviluppo (AECID). Manifestò anche il suo apprezzamento al presidente Benigno Aquino III per il reinserimento parziale dello spagnolo nel sistema educativo filippino, affermando che "apre opportunità di benessere per le generazioni future del paese in un mondo globalizzato". È stata il primo dignitario straniero a visitare la provincia di Albay, dal viaggio di Giovanni Paolo II del 1981.
Nel 2014, prima di tre settimane dall'abdicazione del marito, partecipò alla sua quinta riunione nel Gruppo Bilderberg.

#### Controversie

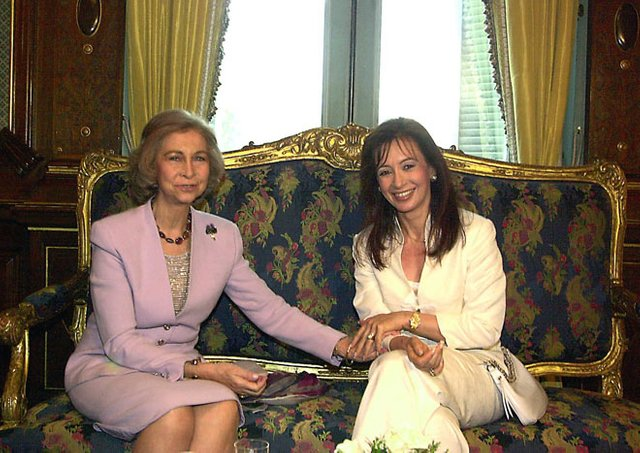
La regina Sofia con Cristina Fernández de Kirchner nel 2003

Nel 2008 fecero discutere alcune sue dichiarazioni pubblicate dalla giornalista Pilar Urbano nel libro La Reina muy de cerca, frutto di diverse interviste con la regina. Sofia affermò di rispettare gli orientamenti sessuali delle persone e di essere favorevole al matrimonio tra individui dello stesso sesso, ma che una tale unione "non dovrebbe essere chiamata matrimonio".
Espresse anche dichiarazioni conservatrici in materia di educazione religiosa, eutanasia e omosessualità, riscontrando l'indignazione degli spagnoli di ideologia liberale e minando all'immagine di discrezione mostrata fino ad allora. In breve tempo la casa reale si scusò per le affermazioni pubblicate e un portavoce comunicò il rammarico della regina per le offese e il disagio causato, sottintendendo però l'inesattezza di quanto riportato. Pilar Urbano rispose che le bozze del libro erano state approvate dall'ufficio della regina stessa.
Il presidente della Federazione Statale di Lebsiche, Gay, Transessuali e Bisessuali (FELGTB), Antonio Poveda, accettò le scuse della sovrana a nome della sua organizzazione, dichiarando che dei sentimenti negativi continuassero tuttavia a esistere nella comunità gay. Invece, il professore di sociologia Juan Díez-Nicolás, affermò di non credere che "molte persone si sarebbero sorprese nell'apprendere le opinioni della regina".

### Dall'abdicazione del marito

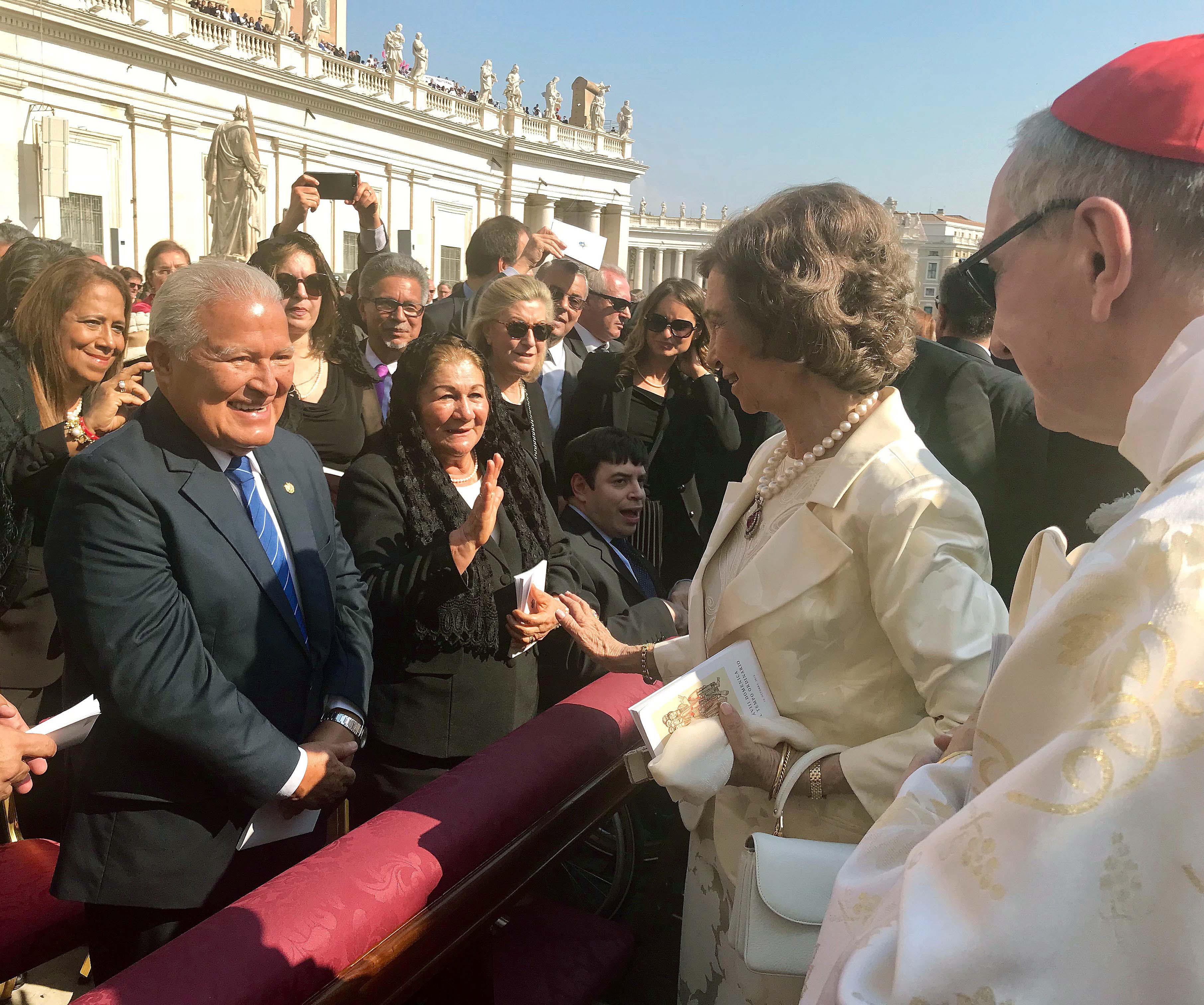
La regina Sofia in Città del Vaticano vestita di bianco, nel 2018

Nel settembre 2017 inaugurò con il presidente portoghese Marcelo Rebelo de Sousa il Vertice Mondiale sulla Ricerca e la cura dell'Alzheimer, presso la Fondazione Champalimaud di Lisbona.
Il 14 ottobre 2018 si recò in Vaticano per partecipare alla canonizzazione di papa Paolo VI, Óscar Romero e di altri cinque beati in piazza San Pietro. Per l'occasione esercitò il privilegio del bianco, di cui gode essendo la moglie cattolica di un ex sovrano cattolico.

### Vita personale

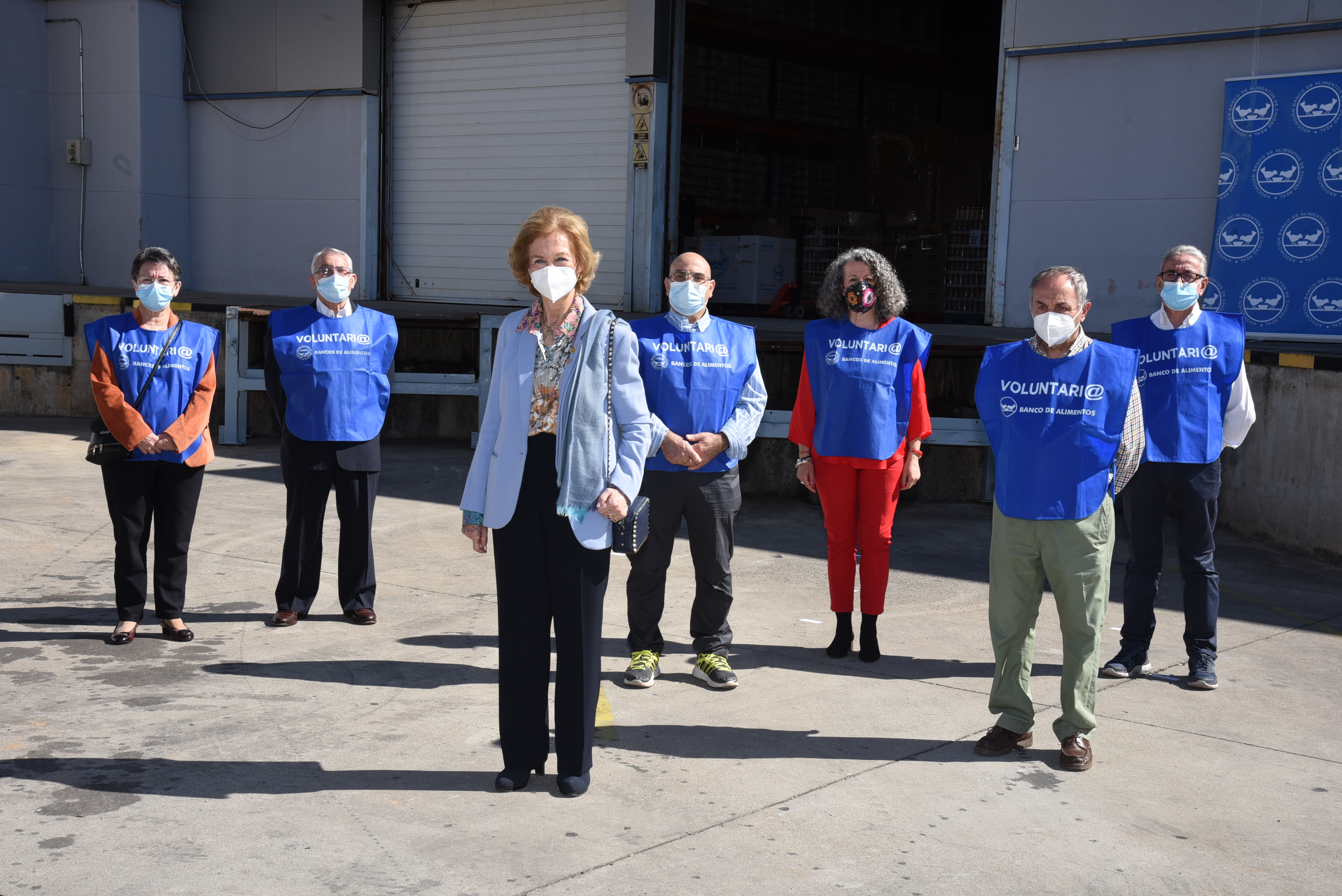
La regina Sofia nel 2020 in visita al Banco Alimentare di Ciudad Real

Segue la dieta pescetariana. Come lei stessa ha dichiarato, questa scelta non è dettata da "motivi ambientalistici, etici o dietetici", ma da una rinuncia che fece in omaggio a suo padre quando questi morì, in quanto era particolarmente legata a lui.
È appassionata di musica classica, avendo come compositori prediletti Johann Sebastian Bach, Georg Friedrich Händel e Mikīs Theodōrakīs. Si è dichiarata contraria alle corride e alla caccia.

## Discendenza

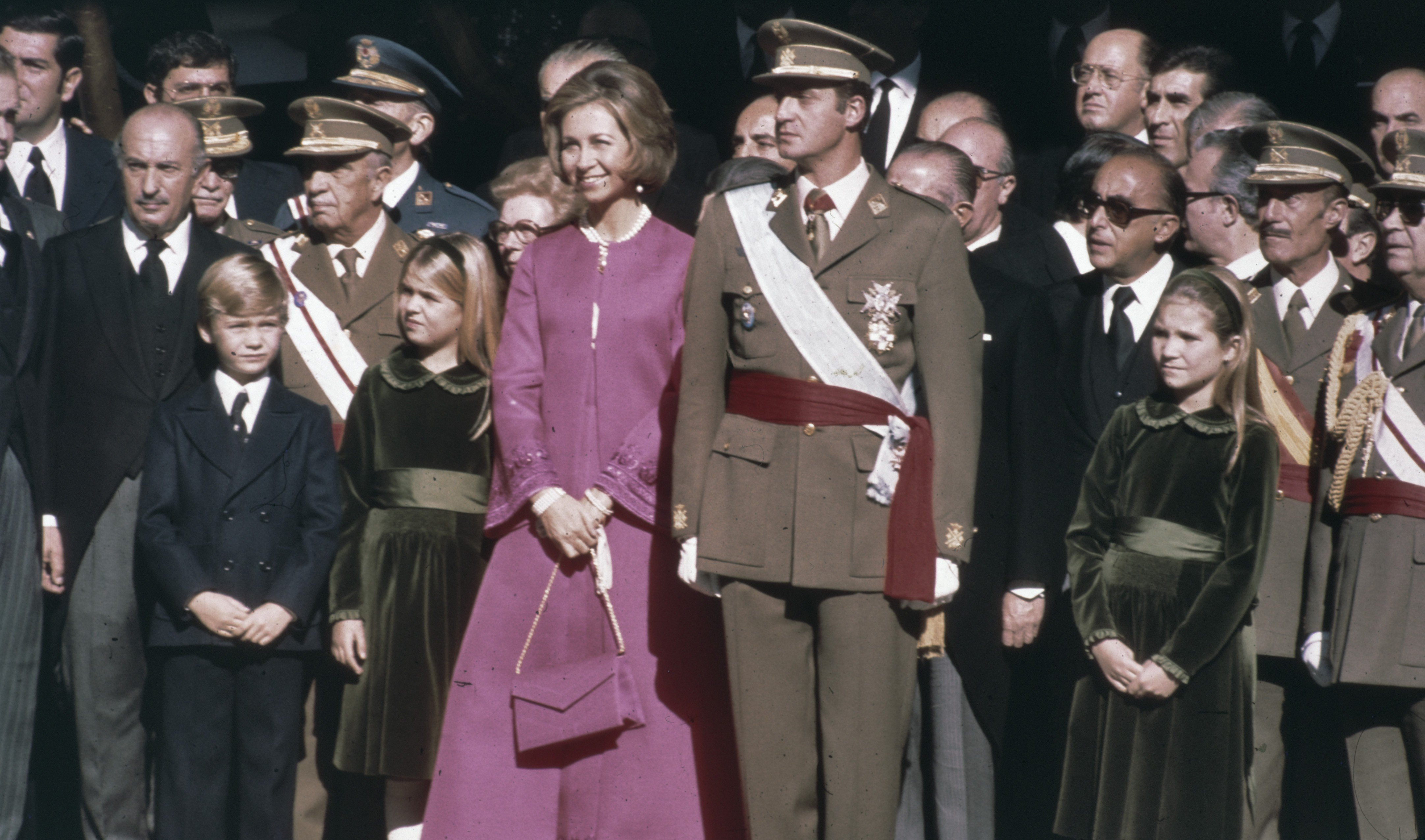
Sofia con il marito e i figli nel 1975

Sofia di Grecia e Juan Carlos I di Spagna ebbero due figlie e un figlio:
- Infanta Elena (1963), con l'ex marito Jaime de Marichalar (1963) ha avuto due figli;
- Infanta Cristina (1965), con l'ex marito Iñaki Urdangarin (1968) ha avuto quattro figli;
- Re Filippo VI (1968), con la moglie Letizia Ortiz (1972) ha avuto due figlie.

## Titoli e trattamento
- 2 novembre 1938 - 14 maggio 1962: Sua Altezza Reale, la principessa Sofia di Grecia e Danimarca
- 14 maggio 1962 - 21 luglio 1969: Sua Altezza Reale, la principessa delle Asturie
- 21 luglio 1969 - 22 novembre 1975: Sua Altezza Reale, la principessa di Spagna
- 22 novembre 1975 - 19 giugno 2014: Sua Maestà, la regina di Spagna
- 19 giugno 2014 - attuale: Sua Maestà, la regina Sofia di Spagna

## Ascendenza
|                                  |                                     |                                                       | Genitori                                                    |  |  | Nonni |  |  | Bisnonni            |  |  | Trisnonni                 |  |
|                                  |                                     |                                                       |                                                             |  |  |       |  |  | Giorgio I di Grecia |  |  | Cristiano IX di Danimarca |  |
|                                  |                                     |                                                       |                                                             |  |  |       |  |  | Giorgio I di Grecia |  |  | Cristiano IX di Danimarca |  |
|                                  |                                     | Luisa d'Assia-Kassel                                  |                                                             |  |  |       |  |  | Giorgio I di Grecia |  |  |                           |  |
| Costantino I di Grecia           |                                     |                                                       |                                                             |  |  |       |  |  | Giorgio I di Grecia |  |  |                           |  |
|                                  |                                     | Olga Konstantinovna di Russia                         | Konstantin Nicolaevič di Russia                             |  |  |       |  |  |                     |  |  |                           |  |
|                                  |                                     | Olga Konstantinovna di Russia                         | Konstantin Nicolaevič di Russia                             |  |  |       |  |  |                     |  |  |                           |  |
|                                  |                                     | Olga Konstantinovna di Russia                         | Alessandra di Sassonia-Altenburg                            |  |  |       |  |  |                     |  |  |                           |  |
| Paolo I di Grecia                |                                     | Olga Konstantinovna di Russia                         |                                                             |  |  |       |  |  |                     |  |  |                           |  |
|                                  |                                     | Federico III di Germania                              | Guglielmo I di Germania                                     |  |  |       |  |  |                     |  |  |                           |  |
|                                  |                                     | Federico III di Germania                              | Guglielmo I di Germania                                     |  |  |       |  |  |                     |  |  |                           |  |
|                                  |                                     | Federico III di Germania                              | Augusta di Sassonia-Weimar-Eisenach                         |  |  |       |  |  |                     |  |  |                           |  |
| Sofia di Prussia                 |                                     | Federico III di Germania                              |                                                             |  |  |       |  |  |                     |  |  |                           |  |
|                                  |                                     | Vittoria di Gran Bretagna                             | Alberto di Sassonia-Coburgo-Gotha                           |  |  |       |  |  |                     |  |  |                           |  |
|                                  |                                     | Vittoria di Gran Bretagna                             | Alberto di Sassonia-Coburgo-Gotha                           |  |  |       |  |  |                     |  |  |                           |  |
|                                  |                                     | Vittoria di Gran Bretagna                             | Vittoria del Regno Unito                                    |  |  |       |  |  |                     |  |  |                           |  |
| Sofia di Grecia                  |                                     | Vittoria di Gran Bretagna                             |                                                             |  |  |       |  |  |                     |  |  |                           |  |
|                                  | Ernesto Augusto, duca di Cumberland | Giorgio V di Hannover                                 |                                                             |  |  |       |  |  |                     |  |  |                           |  |
|                                  | Ernesto Augusto, duca di Cumberland | Giorgio V di Hannover                                 |                                                             |  |  |       |  |  |                     |  |  |                           |  |
|                                  | Ernesto Augusto, duca di Cumberland | Maria di Sassonia-Altenburg                           |                                                             |  |  |       |  |  |                     |  |  |                           |  |
| Ernesto Augusto III di Brunswick | Ernesto Augusto, duca di Cumberland |                                                       |                                                             |  |  |       |  |  |                     |  |  |                           |  |
|                                  |                                     | Thyra di Danimarca                                    | Cristiano IX di Danimarca                                   |  |  |       |  |  |                     |  |  |                           |  |
|                                  |                                     | Thyra di Danimarca                                    | Cristiano IX di Danimarca                                   |  |  |       |  |  |                     |  |  |                           |  |
|                                  |                                     | Thyra di Danimarca                                    | Luisa d'Assia-Kassel                                        |  |  |       |  |  |                     |  |  |                           |  |
| Federica di Hannover             |                                     | Thyra di Danimarca                                    |                                                             |  |  |       |  |  |                     |  |  |                           |  |
|                                  |                                     | Guglielmo II di Germania                              | Federico III di Germania                                    |  |  |       |  |  |                     |  |  |                           |  |
|                                  |                                     | Guglielmo II di Germania                              | Federico III di Germania                                    |  |  |       |  |  |                     |  |  |                           |  |
|                                  |                                     | Guglielmo II di Germania                              | Vittoria di Gran Bretagna                                   |  |  |       |  |  |                     |  |  |                           |  |
| Vittoria Luisa di Prussia        |                                     | Guglielmo II di Germania                              |                                                             |  |  |       |  |  |                     |  |  |                           |  |
|                                  |                                     | Augusta di Schleswig-Holstein-Sonderburg-Augustenburg | Federico VIII di Schleswig-Holstein-Sonderburg-Augustenburg |  |  |       |  |  |                     |  |  |                           |  |
|                                  |                                     | Augusta di Schleswig-Holstein-Sonderburg-Augustenburg | Federico VIII di Schleswig-Holstein-Sonderburg-Augustenburg |  |  |       |  |  |                     |  |  |                           |  |
|                                  |                                     | Augusta di Schleswig-Holstein-Sonderburg-Augustenburg | Adelaide di Hohenlohe-Langenburg                            |  |  |       |  |  |                     |  |  |                           |  |
|                                  |                                     | Augusta di Schleswig-Holstein-Sonderburg-Augustenburg |                                                             |  |  |       |  |  |                     |  |  |                           |  |

### Parentele
Poiché i suoi genitori erano cugini di secondo grado, Sofia discende da Guglielmo I di Germania, Cristiano IX di Danimarca e Vittoria del Regno Unito sia per linea paterna che materna.

### Onorificenze spagnole

Monogramma di Sofia.

Stendardo personale di sua maestà doña Sofia come Regina di Spagna

## Libri pubblicati
- En Decelia: fragmentos cerámicos de Decelia y miscelánea arqueológica [1959–1960]  (2013). ISBN 9788494103308